# 울라 피아
울라 피아(Ulla Pia, 1945년 2월 17일 ~ 2020년 8월 22일)는 덴마크의 가수이다. 유로비전 송 콘테스트 1966에서 덴마크 대표로 참가했다.